# Karczemki Nynkowskie
Karczemki Nynkowskie (kaszb. Karczemczi, niem. Kartschemken) – osiedle w Gdańsku, położone na obszarze dzielnicy Jasień.
Karczemki Nynkowskie są częścią Karczemek należącą niegdyś do wsi Jasień, która została włączona w granice administracyjne miasta w 1973. Karczemki Nynkowskie należą do okręgu historycznego Wyżyny.